# Million Wolde
Million Wolde, född den 17 mars 1979, är en etiopisk friidrottare som tävlar i medeldistanslöpning.
Wolde deltog vid VM för juniorer 1996 där han gick till final på 3000 meter hinder och slutade sexa. Han deltog även vid VM 1997 i samma gren men tog sig inte vidare till finalen. 1998 sprang han 5 000 meter vid VM för juniorer som han vann. Han deltog vid VM 1999 i Sevilla på 5000 meter och slutade på en åttonde plats. 
Hans främsta merit kom vid Olympiska sommarspelen 2000 i Sydney där han blev guldmedaljör på 5000 meter. Vid VM i Edmonton året efter slutade han tvåa slagen endast av Richard Limo.